# کومانی (العراق)
کومانی (به عربی: کومانی) یک روستا در شهرستان عمادیه استان دهوک عراق است. کومانی ۵۵۰ نفر جمعیت دارد و ساکنان آن را آشوری‌ها تشکیل می‌دهند